# Terry Nichols
Terry Lynn Nichols (* 1. April 1955 in Lapeer im Lapeer County, Michigan) ist ein US-amerikanischer Terrorist, der gemeinsam mit Timothy McVeigh und Michael Fortier den Bombenanschlag auf das Murrah Federal Building in Oklahoma City verübte.

## Leben
Nichols verbrachte den größten Teil seines Lebens als Erwachsener in  Lapeer und Sanilac County in Michigan. Dort herrschte ein Klima tiefen Misstrauens gegen die amerikanische Bundesregierung, vor allem seit viele landwirtschaftliche Betriebe in den 1980er Jahren keine Kredite mehr bekamen und insolvent wurden. Während dieser Zeit soll er sich gemeinsam mit „Regierungsfeinden“ radikalisiert haben.
Im Jahr 1992 schrieb er an die Lokalbehörde in Michigan, er verzichte auf seine Staatsangehörigkeit, weil das politische System korrupt sei. Er erklärte sich in dem Schreiben für „staatenlos“. Seine Freundschaft zu Timothy McVeigh, den er 1988 bei der Armee kennengelernt hatte, wuchs während dieser Zeit.
Im Dezember 1991 folgte McVeigh Nichols nach Michigan, um mit diesem Waffen auf Waffenmessen zu verkaufen. Als beide die Bilder von der Räumung des Besitzes der Davidianer-Sekte im texanischen Waco sahen, wurde ihr radikaler Hass auf die Regierung noch verstärkt. Ein fanatischer Sektenchef hatte sich dort auf einer Farm verschanzt und sich eine Schießerei mit dem FBI geliefert, in deren Folge etliche Sektenmitglieder starben. McVeigh und Nichols gaben der Regierung die Schuld für das Blutbad.
Nichols zog später nach Las Vegas, er arbeitete auf Baustellen und später auf einer Ranch in Marion, Kansas. Im Herbst 1994 kündigte Nichols, um „Geschäfte mit McVeigh zu machen“. Beide begannen mit der Vorbereitung des Anschlags.

## Bombenanschlag und Verurteilung
Am 19. April 1995 zerstörten beide mit einer selbstgebauten Bombe das Murrah Federal Building in Oklahoma City und ermordeten 168 Menschen.
Ende Oktober 1997 begann der zweimonatige Prozess gegen Nichols. Ihm wurden in elf Anklagepunkten Mord, Staatsfeindlichkeit und unerlaubter Waffenbesitz vorgeworfen. Die Staatsanwaltschaft beantragte die Verhängung der Todesstrafe; die Verteidigung versuchte, McVeigh als die dominante Person zu beschreiben, die Nichols manipuliert habe, und betonte Nichols’ ernsthafte Zuwendung zum Christentum. Nichols entschuldigte sich bei den Opfern, und die Jury entschied sich gegen die Todesstrafe. Viele Opfer äußerten ihre Enttäuschung und ihr Unverständnis über das Urteil.
Am 4. Juni 1998 wurde Nichols zu 161 lebenslangen Haftstrafen verurteilt. Aktuell befindet er sich im Bundesgefängnis ADX Florence in Florence (Fremont County, Colorado).
Terry Nichols ist verheiratet und hat zwei Kinder. Seine philippinische Ehefrau hatte er über eine Katalogehe-Agentur kennengelernt. Sie lebt mittlerweile mit den Kindern wieder auf den Philippinen.
Aufgrund eines Tipps des Mobsters Greg Scarpa Jr., der mit Nichols eine Zeit lang die Zelle teilte, fand das FBI zehn Jahre nach dem Anschlag weitere Sprengsätze, die Nichols auf seinem Grundstück vergraben hatte.

## Sonstiges
Terrys Bruder James Nichols wurde ebenfalls wegen einer mutmaßlichen Beteiligung am Bombenanschlag angeklagt, wurde aber freigesprochen.